# Al-Kāf
Al-Kāf (en árabe: الكاف‎), también transliterado como El Kef o Le Kef en francés, es una ciudad de Túnez, capital de la gobernación del mismo nombre. Está ubicado en el noroeste del país, a 40 kilómetros al este de la frontera con Argelia, y a 175 de la capital. Se trata de la principal ciudad del noroeste tunecino, y ha constituido un importante centro político y religioso. Con unos 780 metros de altitud es la ciudad a mayor altitud del país.
La ciudad está dividida en dos delegaciones: Al-Kāf Este y Al-Kāf Oeste. La ciudad ocupa una superficie de 2500 hectáreas, de las cuales, 45 se encuentran en el interior de los antiguos muros de la medina.

## Historia
A 6 km al sur de la villa se encuentra el sitio arqueológico prehistórico de Sidi Zin, en el valle del wadi de Mellègue. En la época cartaginesa-romana era el lugar donde se encontraba la ciudad de Sicca.
La ciudad antigua está construida bajo un cortado de la montaña de Jebel Dyr. Al-Kāf fue la capital provisional de Túnez durante la Segunda Guerra Mundial. En la ciudad se encontraba el sitio de mando del Frente de Liberación Nacional durante la guerra de Independencia de Argelia contra Francia en los años 1950.

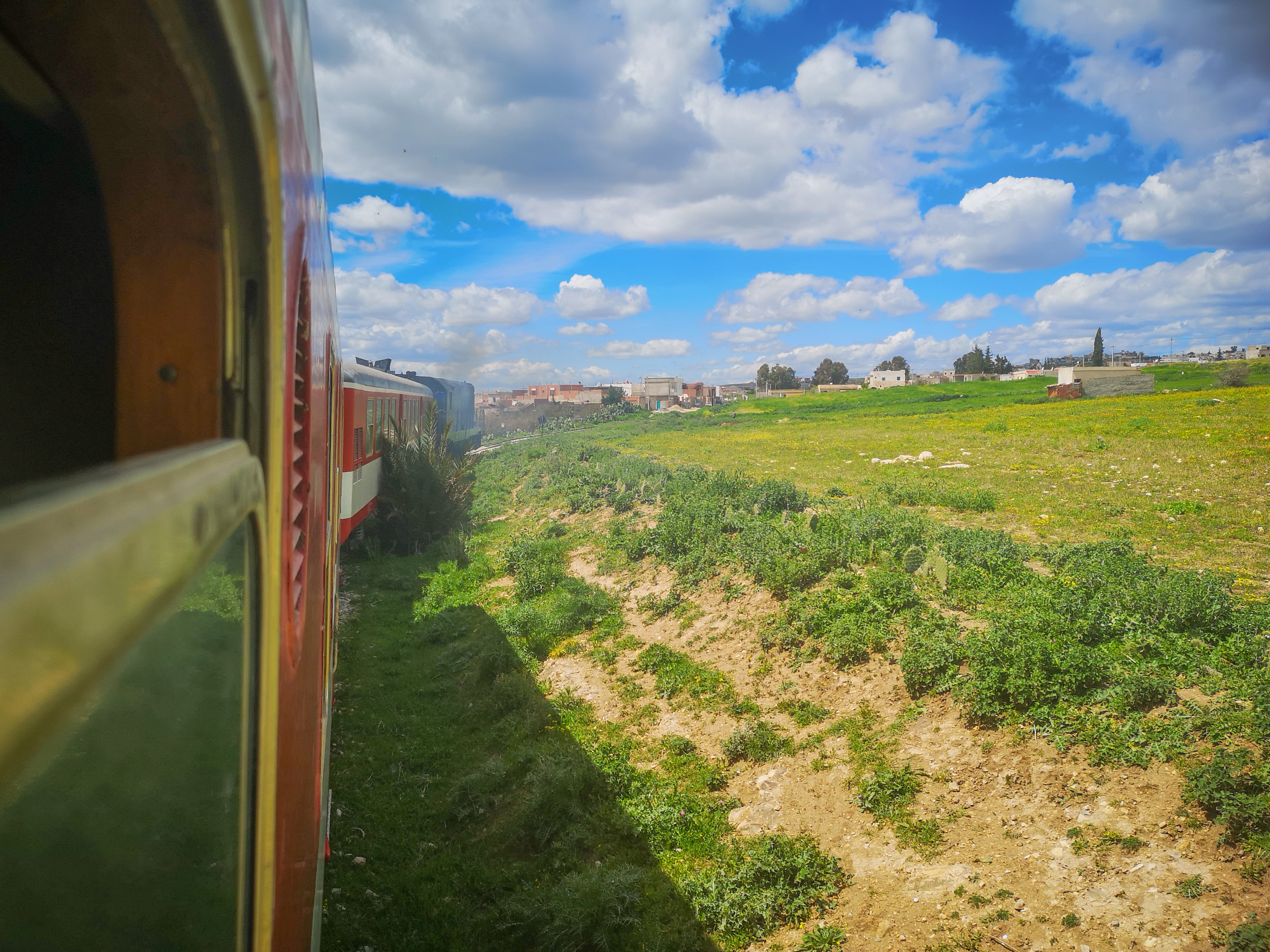
Tren y paisaje cerca de Al-Kāf
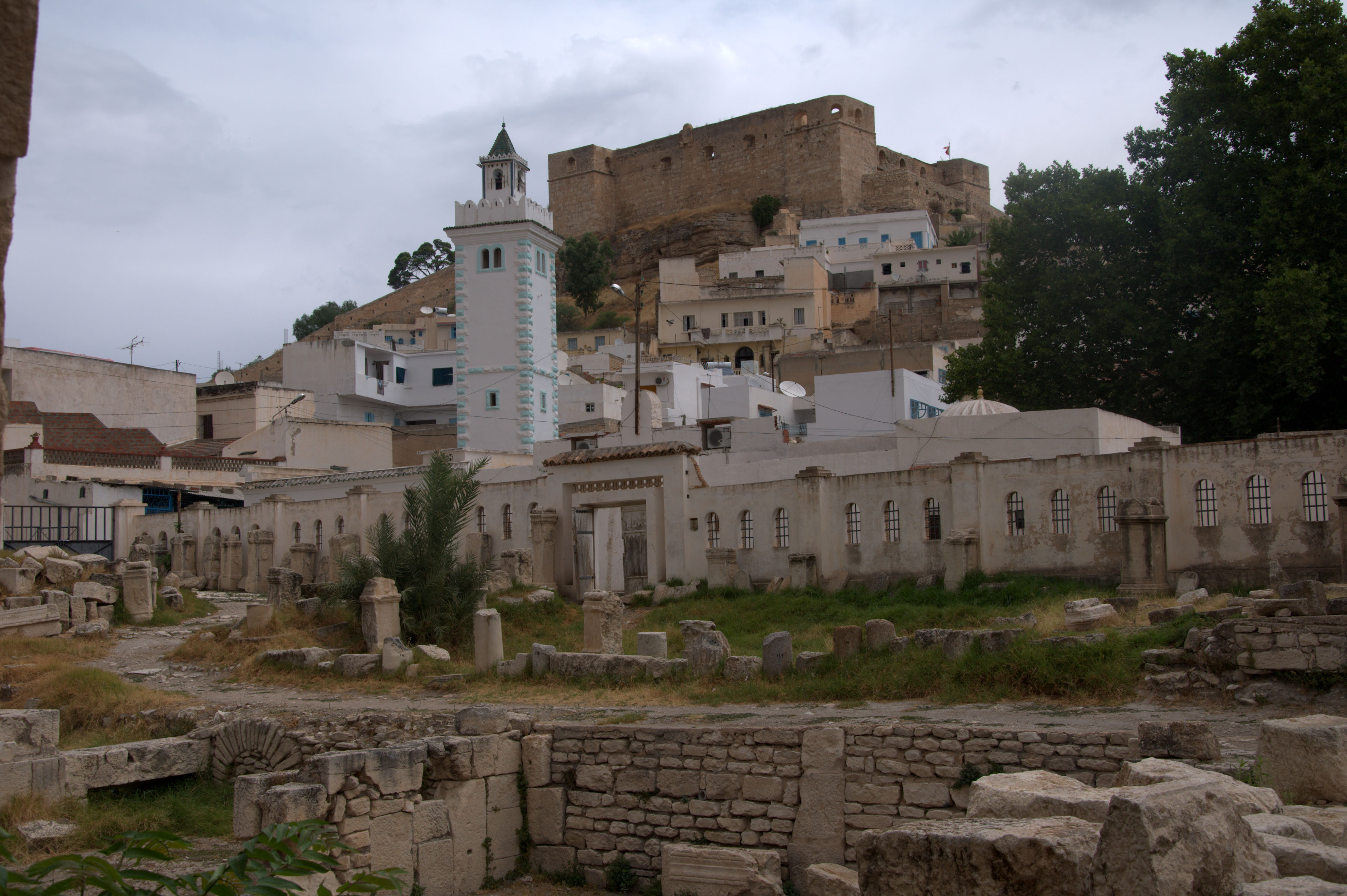
Vestigios romanos, mezquita y fuerte
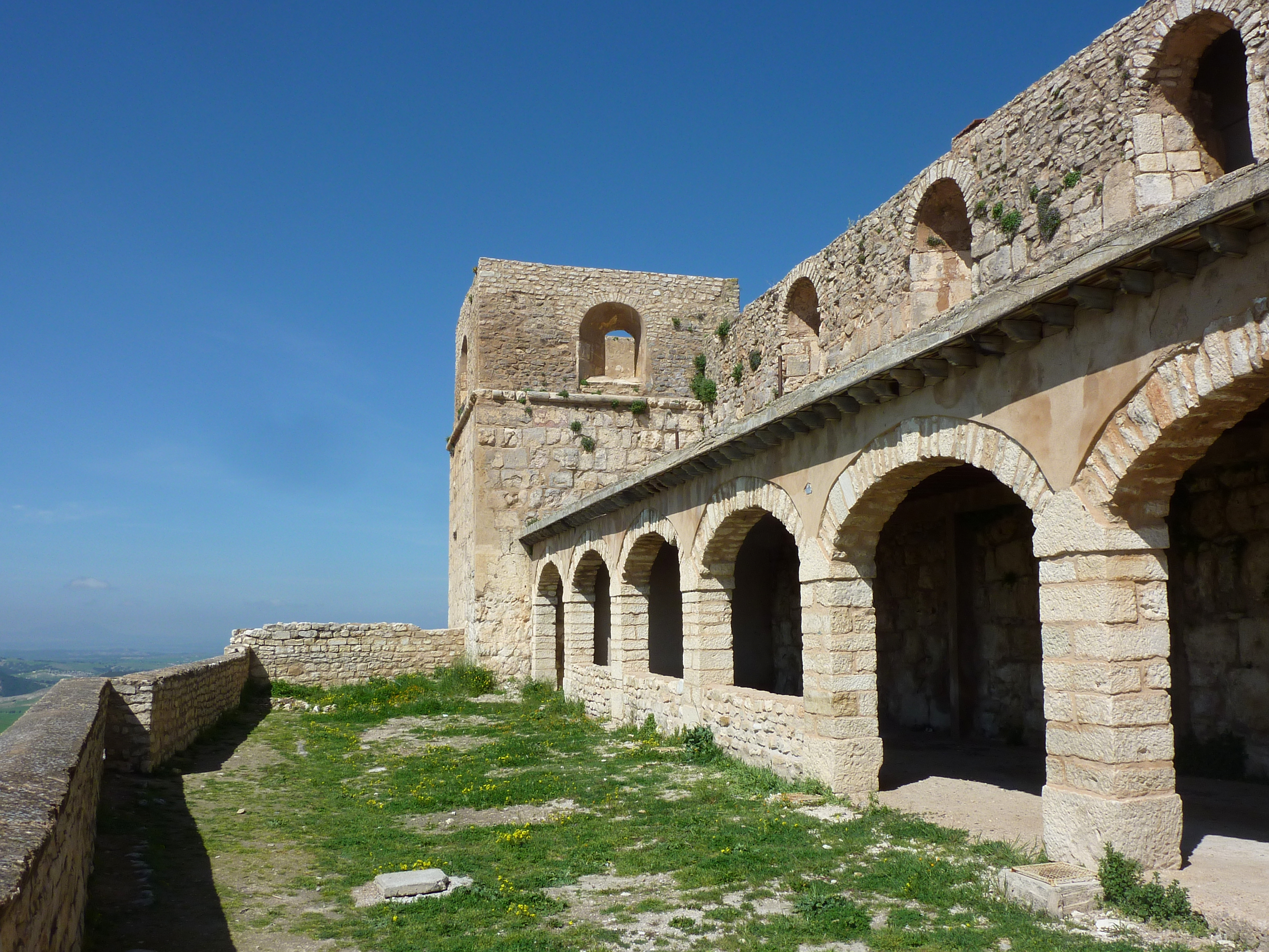
Fuerte
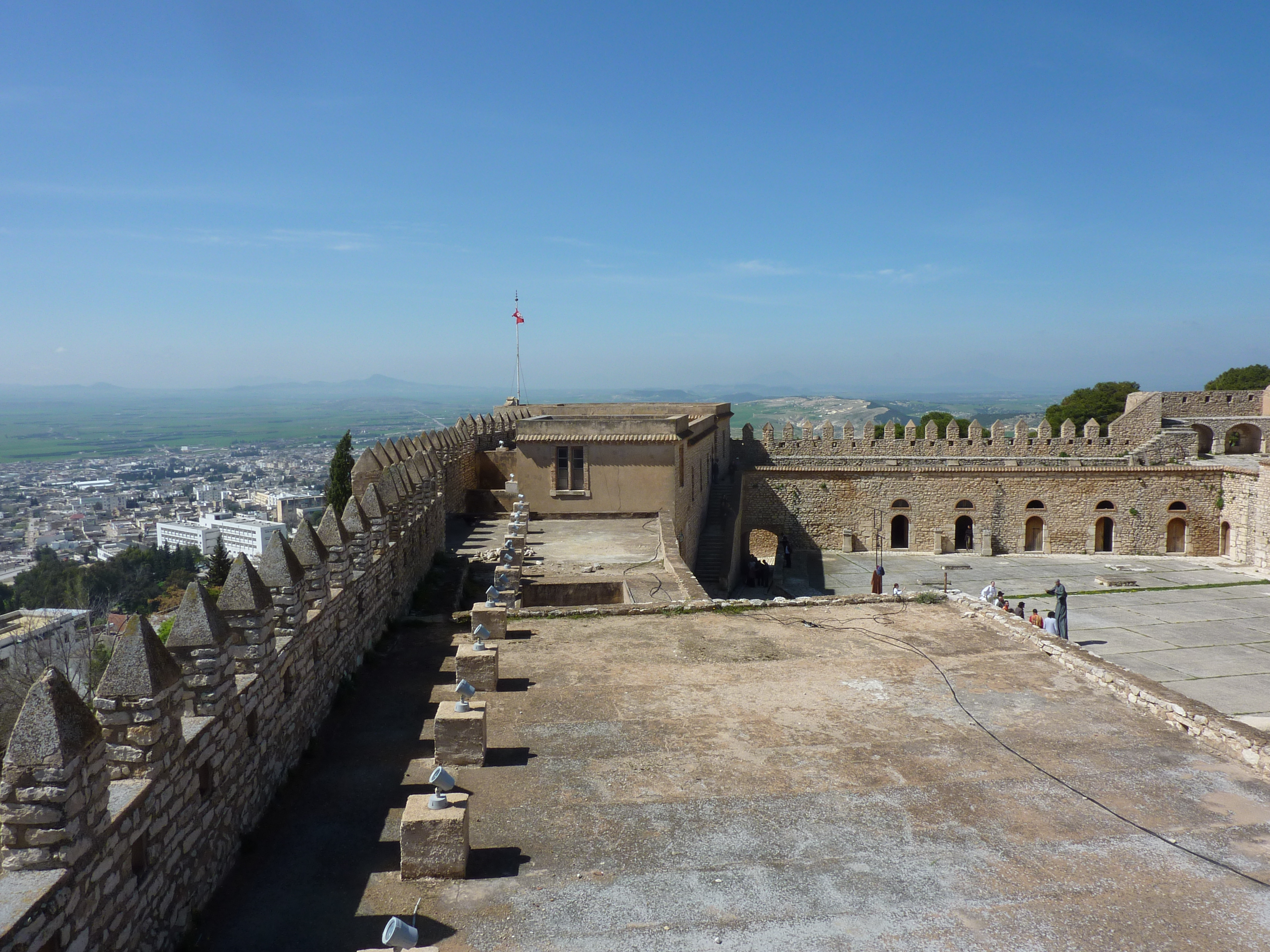
Vista desde el fuerte